# Lars Peder Brekk
Lars Peder Brekk (født 8. oktober 1955 i Vikna) er en norsk politiker (Sp), og landbrugs- og fødevareminister i regeringen Jens Stoltenberg II. Han var tidligere fiskeriminister i regeringen Kjell Magne Bondevik I.
Han er uddannet cand.oecon. fra Universitetet i Oslo, 1982. Brekk er fisker, men har også arbejdet med jagt. Han ejer et fiskerleje og startede sin karriere i Norges Fiskarlag. Han har også haft en række ledende stillinger i fiskerifirmaer og været daglig leder i Innovasjon Rørvik A/S.
Han blev valgt til Stortinget for Nord-Trøndelag i 2005 efter at have været suppleant i perioderne fra 1989 til 1997 og 2001 til 2005.
Brekk var borgmester i Vikna i perioden 1992–1997 og viceborgmester frem til 1999.
Han var personlig sekretær i Fiskeriministeriet i 1985.
Han har været 1. næstformand i Senterpartiet i to perioder: først fra 1993-97 og så igen fra 2003. Brekk var fungerende leder i Senterpartiet juni 2008–12. september 2008. Han kommer oprindeligt fra Vikna kommune i Nord-Trøndelag fylke og driver egen virksomhed inden for industriudvikling i hjemkommunen.
Den 20. juni 2008 blev han udnævnt til ny landbrugs- og fødevareminister i Stoltenberg-regeringen.